# Giovanni Barozzi
Giovanni Barozzi, o Barozio o Barocci (1420 – Venezia, 2 aprile 1466), è stato un cardinale e patriarca cattolico italiano.

## Biografia
Giovanni nacque a Venezia verso il 1420 da una famiglia patrizia, era infatti figlio di Polissena Moro, nipote di papa Eugenio IV e cugina di papa Paolo II. Questo lo portò ad avere una veloce carriera ecclesiastica.
Dopo aver trascorso gli anni della gioventù a Roma come suddiacono di papa Eugenio IV fu il 5 novembre del 1449 nominato vescovo di Bergamo da papa Niccolò V dopo l'allontanamento del predecessore Polidoro Foscari. Sua è la riedificazione della nuova basilica di sant'Alessandro affidandone l'incarico al fiorentino Pietro Averlino, meglio conosciuto come Filarete e ponendone la prima pietra nel 1459. Concesse l'edificazione di una nuova chiesa nella parrocchia di Ardesio intitolata a chiesa di san Giorgio quando ormai l'oratorio di san Pietro era diventato troppo piccolo per la comunità.
Venuto a mancare il patriarca di Venezia Giorgio Correr nel novembre del 1464, il Senato veneziano gli scelse come successore il cardinale Marco Barbo, nipote di papa Paolo II, allora vescovo di Vicenza. Tuttavia quest'ultimo declinò l'invito del Senato e quindi il 7 gennaio del 1465 venne nominato a suo posto il Barozzi. Il 20 febbraio il papa confermò l'elezione a patriarca con tutti i benefici connessi, mentre la presa di possesso avverrà il 2 aprile. Inoltre, il pontefice lo creò cardinale in pectore tra la fine del 1464 e l'inizio del 1465, ma Barozzi morì prima di essere pubblicato il mercoledì santo del 2 aprile 1466, colto da apoplessia.